# Wichita
Wichita er den største by i delstaten Kansas med en befolkning på 353.824 i 2004. Den er sæde for Sedgwick County, og med forstæder er befolkningen på 582.781. Byen ligger i den sydlige del af delstaten, ved Arkansasfloden. Byen blev grundlagt i 1870.
Byen har betydelig flyproduktion, for eksempel har flyfabrikanten Cessna hovedkvarter i Wichita. McConnell Air Force Base ligger også i byen.